# Kevin Trapp
Kevin Trapp (* 8. července 1990 Merzig) je německý profesionální fotbalový brankář, který chytá za německý klub Eintracht Frankfurt, kde již předtím působil mezi lety 2012 až 2015, a německý národní tým.

## Klubová kariéra
V mládeži působil v týmech FC Brotdorf (1997–2000), SSV Bachem (2000–2003), SV Mettlach (2003–2005).
S profesionálním fotbalem začal v klubu 1. FC Kaiserslautern. V červenci 2012 přestoupil do týmu Eintracht Frankfurt, kde působil až do léta 2015.
V červenci 2015 posílil francouzského mistra ze sezóny 2014/15 Ligue 1, klub Paris Saint-Germain FC. S PSG vyhrál na začátku sezóny 2015/16 Trophée des champions (francouzský Superpohár).
31. srpna 2018 odešel hostovat do německého celku Eintracht Frankfurt. První sezóna opět ve dresu Orlů přinesla sedmé místo v ligové tabulce a tažení v Evropské lize, kam tým pronikl ze skupiny do vyřazovacích bojů bez porážky. Trapp se stal jedničkou v brankovišti a byl u postupu do evropského semifinále, ve kterém se spoluhráči vypadl v penaltovém rozstřelu s Chelsea, pozdějším vítězem.
Několika zákroky pomohl svému týmu 3. října 2021 vyhrát po výsledku 2:1 na půdě Bayernu Mnichov, který tímto pod novým trenérem Julianem Nagelsmannem poprvé prohrál. Eintracht Frankfurt mimo jiné vyhrál na půdě Bayernu Mnichov po 21 letech.

## Reprezentační kariéra
Reprezentoval Německo v mládežnických kategoriích U17, U18, U19, U20 a U21.
Představil se na Mistrovství světa 2022, které v listopadu a prosinci toho roku pořádal Katar. Německo na světovém šampionátu podruhé v řadě nepostoupilo ze skupiny, přičemž Trapp plnil pouze roli třetího brankáře za dvojicí Manuel Neuer—Marc-André ter Stegen.